# Слатинику Маре (Мехединци)
Слатинику Маре (рум. Slătinicu Mare) насеље је у Румунији у жупанији Мехединци у граду Стрехаја. Место се налази на надморској висини од 155 m.

## Становништво
Према подацима из 2002. године у насељу је живело 314 становника, од којих су сви румунске националности.